# Union sportive marocaine

L'Union Sportive Marocaine (en arabe : الإتحاد الرياضي المغربي), couramment abrégée en USM, est un ancien club sportif marocain omnisports, fondé le 13 avril 1913 par Louis Andrieux à casablanca pendant le protectorat français.
Considérée comme une des créateurs du mouvement sportif au Maroc, l'USM est l'un des premiers clubs de football créés au Maroc, après l'Association Sportive des Postes, Télégraphes et Téléphones fondé en 1892, le Club Athlétique Marocain fondé en 1902 et le Club Olympique de Casablanca fondé en 1904. Créé un an après l'avènement du protectorat français au Maroc et deux ans avant la création du premier championnat dans le pays, l'USM a obtenu ses succès grâce à des joueurs de classe internationale, parmi lesquels Mario Zatelli, Larbi Benbarek, Just Fontaine, ou encore le champion du monde de boxe Marcel Cerdan.

## Histoire
Au début du XXe siècle, la gouvernance mondiale n'est pas clairement définie, la Première Guerre mondiale n'ayant pas encore pris fin. La France est envahie par l'armée allemande et les militaires français constatent la faiblesse de leur armée. L'État décide alors d'investir dans le sport, plus spécialement dans les jeux de plein air. L'objectif étant de former des athlètes capables de renforcer à tous moments les rangs de l'armée. Cette stratégie s'étend sur toutes les colonies françaises à travers l'Afrique dont les pays sont sous protectorat de la France, spécialement le Maroc et la Tunisie, qui n'ont pas échappé à cette décision. C'est ainsi que les premières associations sportives ont vu le jour au Maroc, sous l'égide de l'USFSA, une décennie avant l'apparition des fédérations sportives.
L'Union Sportive Marocaine (abrégée en U.S.M.) a été fondée le 13 avril 1913 étant club sportif omnisports en commençant par une section de l'aviron, et selon certaines sources, le club ne commence ses activités en football qu'en 1915, reposant sur le Dahir de 1914.
Quoi qu’il en soit, l’année 1913 connaît la création des tout premiers clubs sportifs et, parmi eux, l’USM qui va, à lui seul, symboliser toute une époque, celle du football colonial.
Créé par Louis Andrieux, le « club monstre » bâtit toute son organisation sur le modèle des clubs européens. En effet, l'USM n'était autre qu'une représentation de la protection française au Maroc.
Dès qu'Andrieux a pu attirer autour de lui un cercle de familles françaises et de la communauté européenne à Casablanca, l'USM grandit et donne l'exemple à plusieurs initiatives dans d'autres villes comme Fès, Rabat et Marrakech. L'apport de la famille Philip n'est pas des moindres, puisqu'elle offre au club un terrain : l'emblématique Stade Philip.
En plus de cette enceinte, l'USM dispose d'une deuxième infrastructure sportive, le Complexe sportif de l'aviation, pour les entraînements de toutes les catégories. Quant au siège du club, il fut localisé au niveau de la rue du Léon Africain (où se trouve actuellement la CTM).
Le club est une vraie association omnisports dont le modèle économique repose sur trois volets : les subventions des services municipaux de la ville de Casablanca, les cotisations et les dons des membres et un pourcentage de 10% sur la billetterie, perçu auprès de tous les clubs qui utilisent le stade Philip pour leurs matchs de championnat.

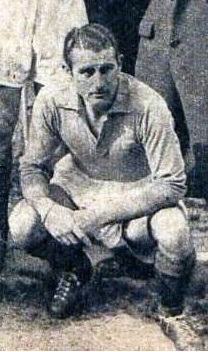
Mario Zatelli joueur de l'USM entre 1929 et 1935.

En juin 1915, le coup de sifflet est donc donné pour le démarrage de la 1re championnat officielle de football, guidée par la LMFA.
Pour la 1re édition, c'est le CA de Casablanca, club des anglais de la ville, qui remporte le titre, devenant ainsi le premier champion de l’histoire du football Marocain. Une année plus tard commence le règne de l’USM qui réussit à rafler trois titres d’affilée dans le championnat national. Après la fin de la Première Guerre mondiale, la supériorité des clubs casablancais disparaît : en effet, c’est l’Olympique Marocain (club de Rabat) qui domine le championnat pendant quatre années consécutives. Il faudra attendre 1932 pour voir l'USM à nouveau  champion du Maroc ; et cette fois pour quatre années successives.
Cette décennie marque une nouvelle étape dans l'histoire des clubs marocains de football. Après avoir rejoint l'Union des Ligues nord-africaines de football en 1926, la LMFA donne aux clubs du royaume l’occasion de se mesurer chaque saison à leurs homologues d’Algérie française et de Tunisie. En 1932 (dès sa première participation), l’USM devient le premier club marocain à remporter le championnat d'Afrique du Nord, après une période de domination des clubs algériens.
Entre 1938 et 1944, l'USM est le champion du Maroc sept fois d'affilée (record absolu).

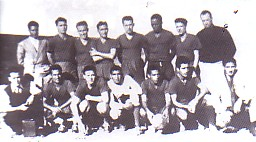
Le onze officiel d'USM lors de la saison 1948/1949

L’année 1952 est également celle où le Wydad AC perd le titre, et c’est l’USM qui lui succède en championnat, décrochant par la même occasion son 15e titre.
L'Union Sportive Marocaine est le club le plus titré du Maroc avant l'indépendance, avec notamment 49 titres. Vainqueur de plusieurs titres, le club casablancais obtient seize fois celui de champion du Maroc. Il a également été cinq fois vainqueur de la Coupe de la Guerre.
L'US Marocaine remporte aussi à onze reprises la Coupe Gil ainsi que d'autres tournois qui n'existent plus actuellement, comme la Ligue du Chaouia (sept fois) et la Coupe du Chaouia (trois fois). Au niveau nord-africain, l'USM a remporté le Championnat d'Afrique du Nord (cinq fois} et la Coupe d'Afrique du Nord (à deux reprises).
Au niveau international, les compétitions africaines n'étant pas encore créées à cette époque, l'USM se contente des rencontres inter-nord-africaines ainsi que des matchs amicaux avec les grands clubs européens. En raison de sa domination sur le football marocain, le club est surnommé « Le Monstre du football » » en Afrique du Nord.

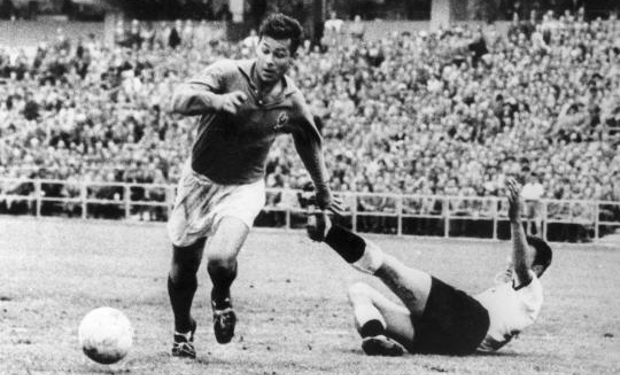
Just Fontaine, joueur de l'équipe entre 1950 et 1953

Plusieurs stars du football mondial du vingtième siècle ont évolué au sein de l'Union sportive de Casablanca, en ce qui concerne les joueurs français nés au Maroc lors du Protectorat, on trouve l'ancien international français Mario Zatelli, qui a joué six ans au club casablancais (entre 1929 et 1935) et qui a été parmi les titulaires indiscutables de l'USM. Surnommé « le bombardier marocain », Marcel Cerdan, qui a vécu pendant longtemps à Mers Sultan, était également un footballeur du club (1941-1942) avant de devenir un des plus grands boxeurs de tous les temps. La légende française Just Fontaine était un des meilleurs avant-centre ayant évolué au sein du club de 1950 à 1953 ; avec l'excellent bilan de 62 buts inscrits en seulement 48 rencontres, il a été transféré du SA Marrakech ; il est également le meilleur buteur de tous les temps (et sur une seule phase finale) de la Coupe du monde, grâce à ses 13 réalisations en six matchs lors de la Coupe du monde 1958.
L'USM de Casablanca n'est pas composée uniquement de joueurs français nés au Maroc, mais l'équipe forme un mélange franco-marocain et on peut distinguer plusieurs talents strictement marocains ayant évolué au club : la perle noire Larbi Benbarek, considéré comme un des emblèmes éternels de cette équipe ; Pelé dit ainsi : « Si je suis le roi du football, alors Ben Barek en est le Dieu ». Ce footballeur, resté toute sa vie de nationalité marocaine, détient le record de la plus longue carrière en équipe de France (seize ans), il joue d'abord avec l'équipe réserve, avant de rejoindre l'équipe première, en 1936. Deux ans après, il quitte le club de l'USM, afin d'aller en France pour jouer à l'Olympique de Marseille, et c'est en 1940 que Benbarek décide de revenir à l'Union où il passe cinq ans d'exploits entre 1940 et 1945. Le milieu de terrain Abderrahman Mahjoub est également formé par l'US Marocaine, club où il joue entre 1948 et 1951, avant de rejoindre le RC Paris, puis plusieurs autres clubs français. Ce footballeur, surnommé le « Prince du Parc » est le premier joueur de ce club à disputer une Coupe du monde, en 1954.
Matchs historiques
En raison de son prestige, l'USM a l'habitude d'affronter les grandes équipes mondiales, par exemple, lors de ces rencontres :
- 15 mai 1942, Stade Vélodrome à Marseille[8] :
  - Olympique de Marseille 2-4 US Marocaine
- 17 mai 1942, Stade Louis-II à Monaco[9] :
  - AS Monaco FC 2-2 US Marocaine
- 24 mai 1942, Stade Municipal de la Prairie à Alès[10] :
  - Olympique Alès 1-4 US Marocaine
- 28 décembre 1947, Stade Philip à Casablanca[11] :
  - US Marocaine 3-2 SK Čechie Karlín.

Après la fin du protectorat français, l'équipe footballistique avait disputée trois saisons, du 1955 jusqu'à 1958, l'an où l'USM a commencé à faire face à plusieurs harcèlements, le plus notable étant son exclusion pour injustice arbitrale lors d'un match en demi-finale de la coupe du trône 1958 l'opposant face au MC Oujda, ce qui a incité le club à protester chez la FRMF qui à son tour n'a pas prêté attention ni réagi. Cette indifférence a conduit le bureau de la section de football à se retirer de toutes les compétitions nationales.

## Palmarès

### Football

#### Équipe première
| Compétitions nationales | Compétitions internationales |
| - Championnat du Maroc (Division Honneur) (15) - Champion : 1916/17, 1917/18, 1918/19, 1931/32, 1932/33, 1933/34, 1934/35, 1937/38, 1938/39, 1939/40, 1940/41, 1941/42, 1942/43, 1945/46, 1951/52 - Vice-champion : 1915/16, 1919/20, 1930/31, 1935/36, 1943/44, 1944/45, 1950/51, 1952/53 - Coupe du Maroc (7) - Vainqueur : 1923, 1936, 1938, 1939, 1940, 1941, 1944 - Finaliste : 1926, 1933 - Supercoupe du Maroc (10) - Vainqueur : 1934, 1935, 1936, 1938, 1939, 1941, 1942, 1943, 1945, 1953 - Finaliste : 1933, 1940, 1944, 1946, 1951, 1952, 1954 - Championnat (Ligue du Chaouïa) (5) - Champion : 1939/40, 1940/41, 1942/43, 1943/44, 1944/45 - Vice-champion : 1945/46 - Coupe (Ligue du Chaouïa) (5) - Vainqueur : 1937, 1940, 1942, 1951, 1952 - Finaliste : 1943, 1947 - Coupe d'Ouverture (4) - Vainqueur : 1944, 1950, 1952, 1956 - Finaliste : 1945, 1949 - Coupe d'Élite du Maroc (4) - Vainqueur : 1942, 1943, 1947, 1954 - Finaliste : 1951, 1952 | - Ligue des champions de l'ULNA (5) - Vainqueur : 1932, 1933, 1934, 1942, 1952 - Finaliste : 1938, 1939, 1946 - Coupe des coupes de l'ULNA (2) - Vainqueur : 1946/47, 1952/53 - Finaliste : 1931/32, 1932/33, 1933/34, 1934/35 - Supercoupe de l'ULNA (3) - Vainqueur : 1933, 1934, 1942 - Finaliste : 1947 |

Compétitions amicales
- Tournoi de Noël (3)
  - Vainqueur : 1937, 1939[17], 1943

- Tournoi de Sixte (2)
  - Vainqueur : 1947, 1948[18]

- Tournoi du 1er Mai (1)
  - Vainqueur : 1942

- Tournoi de l'Armistice (1)
  - Vainqueur : 1943

- Tournoi d'Alger (1)
  - Vainqueur : 1945

- Tournoi de Pâques (1)
  - Vainqueur : 1946

#### Équipe junior
- Championnat du Maroc - Division Honneur :
  - Champion : 1934[19], 1939[20], 1941[21]

- Championnat d'Afrique du Nord :
  - Vainqueur : 1947[22]

## Personnalités

### Entraîneurs
- M. Besset
- Regan
- Di Fiore
- Z. Sigmond
- Secerow

### Joueurs
Les trois premiers marocains à évoluer au sein de l'équipe première appartenaient au trio « Trembo, Hmida et Mohamed Naoui ». Puis Larbi Benbarek, Oueld Yizza et Abdellah Didi les ont rejoint.
- Just Fontaine
- Larbi Benbarek
- Mario Zatelli
- Lahcen Chicha
- Georges Janin
- Mohamed Naoui
- Marcel Cerdan

## Infrastructure

### Stade Philip
Le principal stade du club où se disputaient tous les matchs officiels est le Stade Philip (nommé actuellement Stade Larbi-Benbarek) qui, selon plusieurs historiens, est le premier stade de football à Casablanca. Inauguré en 1920, c'est l'un des plus anciens stades encore existants au Maroc, il est situé au quartier Sidi Belyoute, entre le Bd Mohamed Smiha et la rue Pierre Parent.
Il s'étend sur 1,5 hectare mais il est aujourd’hui pratiquement délaissé. Seule une tribune en pierres — envahie de lichens et de tags —, rappelle que plusieurs joueurs se sont émancipés ici.
Le terrain a été attribué au Majd Al Madina.
En 1950, le club a été surnommé « Le monstre », en référence au nombre de victoires et de titres remportés par cette équipe.

En 2016, les joueurs du club de l'USM ont envoyé des lettres aux responsables, dans le but de faire ouvrir une enquête sur ce qu'ils ont appelé « Le vol de biens du club ». Dans ces courriers, ils révèlent les conditions sordides du club avant sa démolition malgré son ancienneté, telle qu'il a été établi depuis le début du siècle dernier, le club qui était disponible en plusieurs types de sport avec sept sections, des joueurs, depuis la période coloniale, en plus des médailles, coupes et certificats relatant les réalisations du club.[pas clair]
Selon certains anciens joueurs, ces accusations reviennent à enfoncer le dernier clou dans le cercueil du club, qui récoltait pourtant beaucoup de titres dans tous les sports pendant la période du protectorat français.

### Centre sportif
Le club d'U.S.M. etait le 2e club sportif marocain qui avait son propre centre sportif, complexe de l'aviation.
| Adresse | Boulevard Omar Al-Khayam B.P. 8094. Oasis, Casablanca |

| Début de construction | 1929 |
| Ouverture             | 1932 |

### Couleurs et évolution du blason
Dès sa création en 1913, l'USM avait choisi les couleurs du Drapeau de la France que soit le bleu, le blanc et le rouge, ainsi qu'en utilisant le coq gaulois comme blason pour représentée l'identitée française du protectorat.

### Rivalités
Étant premier club fondé uniquement par des marocains dans  l'histoire sportif du Maroc, le Wydad AC est devenu le rival historique de l'U.S.M.

Article détaillé : Premier derby casablancais

## Autres sports
De l'Aviron au Football en passant par le Rugby, l'Athlétisme et le Tennis de table, l'USM comptait une vingtaine de disciplines.

### Tennis
Cette section a vu le jour en 1937, le club de tennis (encore en activité), était légendaire sous l'ère du président Mohamed Majid.
 Ce fut même une annexe de la Fédération Royale Marocaine de Tennis pour la tenue de ses assemblées générales, pour des rencontres de la Coupe Davis et pour d'autres compétitions internationales et continentales. L'USM avait un rôle important dans le développement du tennis marocain, en alimentant l'équipe nationale avec plusieurs joueurs parmi lesquels on compte les figures emblématiques du club : Bouchaïb Chamoumi, Mohamed Dlimi, Rachid Sebti, Rachida Ennajmi et Soumiya Islam.

### Basket-ball
L'USM était un club omnisports composé de sections ; après sa disparition, la section de Basketball est malgré tout restée en activité jusqu'à présent.
 Actuellement, l'équipe joue dans la dernière classe amateur. L'Union sportive marocaine a été six fois champion du Maroc : quatre fois consécutives, de 1952 à 1955 ; et deux fois supplémentaires en 1957 et 1959.
Palmarès national
- Botola Pro (6)
  - Champion : 1952, 1953, 1954, 1955, 1958, 1959

- Coupe du Maroc (2)
  - Vainqueur : 1962, 1963

Palmarès international
- Championnat d'Afrique du Nord (4)
  - Vainqueur : 1952, 1953, 1954, 1955

### Hockey
Pour la section de hockey, l'USM avait une équipe forte, dont elle a été victorieuse de pleins de titres.
Palmarès national :
- Coupe Wolfel (1)
  - Vainqueur : 1949